# Frankie Fredericks
Frank "Frankie" Fredericks (Windhoek, 2 de outubro de 1967) é um antigo atleta da Namíbia, o primeiro medalhado olímpico pelo seu país. Especializou-se em provas de velocidade, nomeadamente 100 metros e 200 metros.

## Biografia
Em 1987, Fredericks obteve uma bolsa para estudar nos Estados Unidos onde pôde desenvolver os seus dotes de velocista. Após a independência do seu país, em 1991, foi-lhe dada a oportunidade de participar nas grandes competições internacionais, envergando as cores da Namíbia. Logo nesse ano foi segundo classificado nos 200 metros (atrás de Michael Johnson) nos Campeonatos Mundiais de Tóquio e quinto na final dos 100 metros.
Nos Jogos Olímpicos de Barcelona, em 1992, tornou-se no primeiro atleta namibiano medalhado, ao alcançar o segundo lugar nas finais de 100 e 200 metros. Em 1993, em Estugarda, conquistou o primeiro título mundial para o seu país.
Para os Jogos Olímpicos de 1996, ele era um dos principais favoritos, tanto em 100 como em 200 metros. No entanto, foi de novo medalha de prata em ambas as provas. Nos 100 m, foi vencido por Donovan Bailey, que bateu o recorde mundial; nos 200 m, ficou atrás do multicampeão Michael Johnson. Mesmo assim, nesta última, Fredericks fez a terceira melhor (à época) marca mundial de sempre.
Após um período longo de lesões, que o impediram de estar presentes nos Campeonatos Mundiais de 1999 e 2001, bem como nos Jogos Olímpicos de Sydney em 2000, Fredericks ainda logrou a presença na final dos 100 metros dos Jogos Olímpicos de 2004, em Atenas, antes de terminar a sua carreira nesse mesmo ano. Ainda em 2004, foi indigitado como membro da Comissão executiva do COI, no âmbito do qual tem desempenhado diversas funções em diferentes organismos.
É detentor do recorde mundial dos 200 metros em pista coberta e da melhor marca mundial de sempre em 100 metros indoor.

## Melhores marcas pessoais

### Outdoor
| Prova      | Data                | Local           | Marca |
| ---------- | ------------------- | --------------- | ----- |
| 100 metros | 3 de julho de 1996  | Lausanne, Suíça | 9.86  |
| 200 metros | 1 de agosto de 1996 | Atlanta, EUA    | 19.68 |

### Indoor
| Prova                | Data                    | Local                 | Marca      |
| -------------------- | ----------------------- | --------------------- | ---------- |
| 50 metros            | 24 de fevereiro de 2002 | Liévin, França        | 5.77       |
| 60 metros            | 12 de março de 1993     | Toronto, Canadá       | 6.51       |
| 100 metros           | 12 de fevereiro de 1996 | Tampere, Finlândia    | 10.05 - WB |
| 200 metros           | 18 de fevereiro de 1996 | Liévin, França        | 19.92 - WR |
| 300 metros           | 28 de fevereiro de 2003 | Karlsruhe, Alemanha   | 32.36      |
| Salto em comprimento | 22 de fevereiro de 1991 | Colorado Springs, EUA | 7.57 m     |